# Élisée Alban Darthenay
Pour les articles homonymes, voir Darthenay.
Élisée Alban Darthenay ou Lieutenant Darthenay, connu également comme Jean-Louis Naucourt, dans la Résistance française, né le 3 janvier 1913 à Montrouge, arrêté le 7 avril 1944, ne parlera pas malgré les atroces  tortures infligées, d’où son surnom « le Muet », fusillé par l’ennemi le 11 avril 1944 à Sièges, est un militaire français ainsi qu'un héros et martyr de la résistance des maquis de l'Ain et du Haut-Jura.

## Biographie

### Jeunes années et formation
Pensionnaire dans un collège de Cannes (de 1922 à 1924), il intègre ensuite le lycée Lakanal (obtention du bac math-philo) puis le lycée Condorcet (en 1933) où il entre en classe préparatoire (« corniche »). En octobre 1935, il intègre Saint-Cyr (promotion Maréchal Lyautey).

### Carrière militaire
En octobre 1937, il intègre l'infanterie comme sous-lieutenant et débute au 4e régiment d'infanterie à Auxerre.
En septembre 1939, lors de la Bataille de France, il est chef de section en Lorraine à proximité de la Ligne Maginot. Il est ensuite Capitaine de compagnie. À la suite de la retraite générale, il est affecté à la défense de ponts dans le nord où il est fait prisonnier le 31 mai.
Entre juin 1940 et juillet 1942, il est détenu en Allemagne dans divers endroits dont il tente de s'évader. Il est finalement transféré au château de Colditz en juillet 1942. Il se rend malade afin d’être hospitalisé à Hohenstein-Herstal, d'où il escompte s’évader, ce qu’il parviendra à réaliser en juillet 1943, grâce aux vêtements civils envoyés par sa femme, quelques jours avant d'être transféré à Lübeck. Il retrouve sa famille en France puis tente de rallier les FFL en Afrique du Nord.

### La Résistance
À la suite du défilé du 11 novembre 1943 à Oyonnax, il rejoint les maquis de l'Ain et du Haut-Jura dans lequel son nom de résistance est « Jean-Louis Naucourt ». Il effectue diverses missions avant d'être arrêté le 7 avril 1944 à Thoirette
Il est interrogé et subira d’atroces tortures par la Gestapo à Oyonnax. Il gardera le silence, d’où son sur mon « le Muet ». Il est abattu par l’ennemi à Sièges dans la nuit du 11 au 12 avril 1944 avec quatre autres résistants dont son agent de liaison André Bésillon.

## Distinctions
- Chevalier de la Légion d'honneur, décoré à titre posthume le 26 avril 1945[1].
- Croix de guerre 1939-1945 (citation à l'ordre de la division en 1940)
- Médaille des évadés

## Hommages

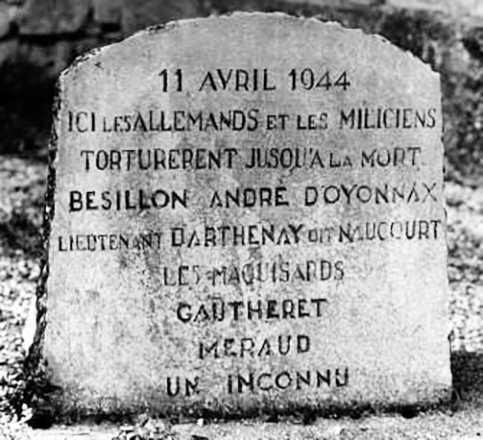
La stèle (Sièges) en hommage aux résistants abattus le 11 avril 1944

- La promotion 1974-1976 de l'école spéciale militaire de Saint-Cyr dont il a été élève porte son nom[4].
- Il y a une rue du Lieutenant-Darthenay à Nuits-Saint-Georges[1] ainsi qu'une rue Lieutenant-Naucourt à Oyonnax[1], ville qui compte également une rue André-Besillon[5].
- Il y a une stèle à Sièges érigée en hommage à Élisée Alban Darthenay, André Besillon ainsi qu'aux autres résistants abattus le 11 avril 1944[6]

- Une "Esplanade Lieutenant Darthenay" à Samois-Sur-Seine (77) a été inaugurée le 8 mai 2024 à l'occasion du 80ème anniversaire de la mort du Lieutenant Darthenay, parti de cette ville où résidait sa famille pour rejoindre la Résistance dans les Maquis de l'Ain.